# Província de Potenza
La província de Potenza  és una província que forma part de la regió de Basilicata a Itàlia. La seva capital és Potenza.
Toca a l'est, per una petita franja amb el mar Tirrè. Limita a l'oest amb la Campània (província de Salern i la província d'Avellino), al nord amb la Pulla (província de Foggia, província de Barletta-Andria-Trani i la ciutat metropolitana de Bari), a l'est amb la província de Matera i al sud amb la Calàbria (província de Cosenza).
Té una àrea de 6.594,44 km², i una població total de 371.811 hab. (2016). Hi ha 100 municipis a la província.